# Darewo
Darewo (biał. Дарава; ros. Дарово) – agromiasteczko na Białorusi, w obwodzie brzeskim, w rejonie lachowickim, w sielsowiecie Końki, nad Szczarą i przy drodze republikańskiej R4.
W miejscowości działają dwie parafie – prawosławna (pw. św. Mikołaja Cudotwórcy) oraz rzymskokatolicka (pw. Wniebowzięcia Najświętszej Maryi Panny).

## Historia
W czasach carskich i w II Rzeczypospolitej siedziba gminy Darewo. W dwudziestoleciu międzywojennym wieś leżała w Polsce, w województwie nowogródzkim, w powiecie baranowickim.
W 1921 wieś liczyła 15 mieszkańców, zamieszkałych w 4 budynkach, wyłącznie Polaków. 12 mieszkańców było wyznania rzymskokatolickiego i 3 prawosławnego.
Po II wojnie światowej w granicach Związku Sowieckiego. Od 1991 w niepodległej Białorusi.

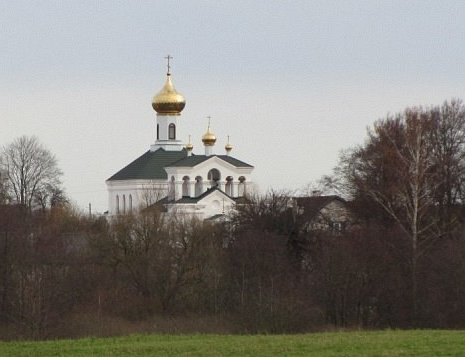
Cerkiew filialna Świętej Trójcy
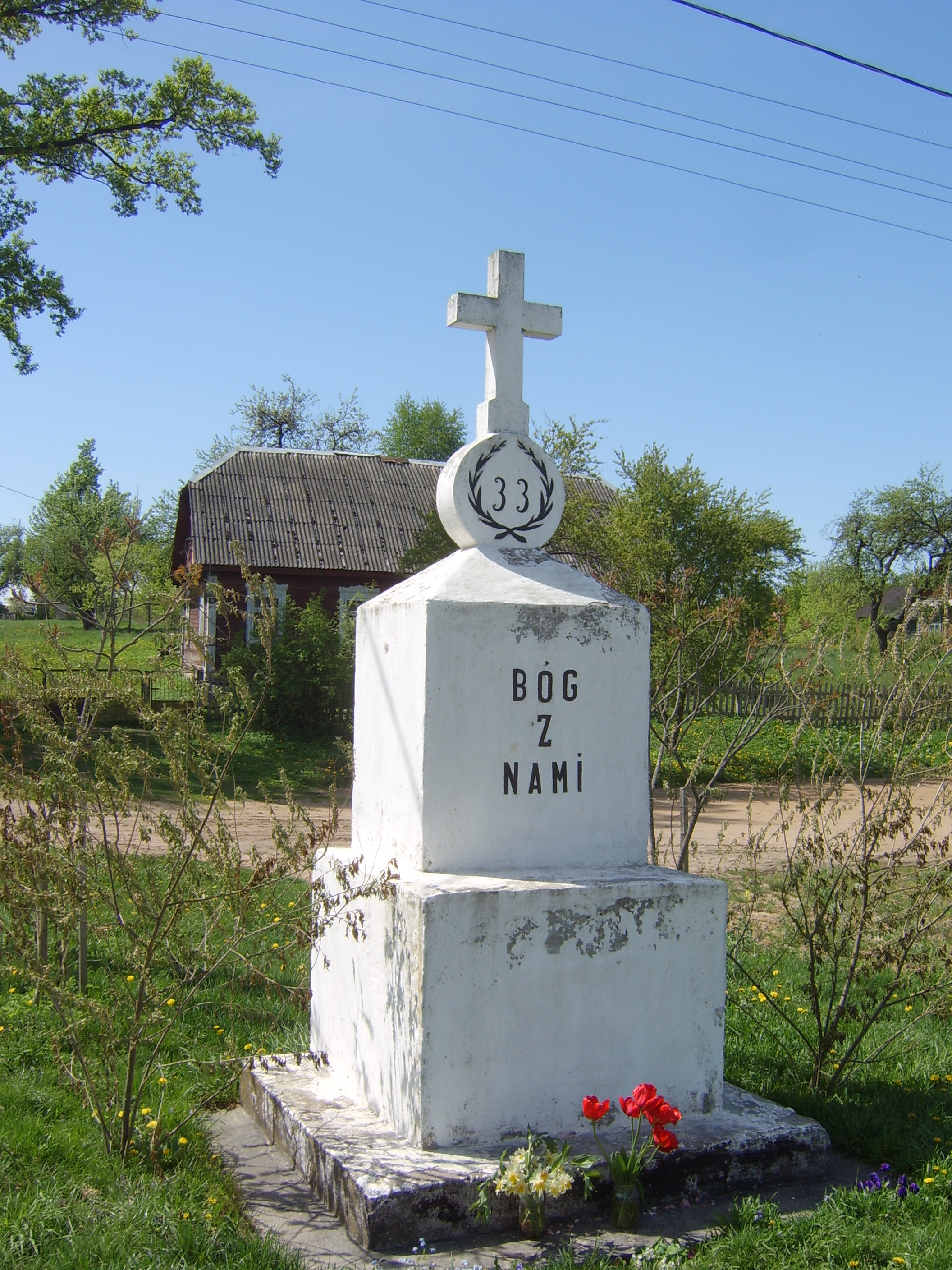
Przydrożny krzyż